# Ejdum Dyb
Ejdum Dyb (på tysk Eidumtief og på nordfrisisk Aidem Diip) er en større pril (tidevandsrende) sydøst for friserøen Sild i det nordfrisiske vadehav i Sydslesvig. Prilen munder (sammen med Øster- og Vesterley) i Hørnum Dyb. Prilsystemet Ejdum- og Hørnum-Dyb flytter sig langsomt i sydlige retning.
Prilen er benævnt efter den oversvømmede by Ejdum.